# ニコライ・ムラロフ
ニコライ・ムラロフ（Nikolai Muralov、1877年 - 1937年2月1日）は、帝政ロシアの革命家。ソビエト連邦の政治家。オールドボルシェヴィキの一人であったが、ヨシフ・スターリンによる大粛清で死亡。

## 生涯
1917年に2月革命がおこった際にはロシア陸軍の自動車部隊にいたが、ボルシェヴィキに加わり、10月革命ではラジオ局を占拠する働きがあった。内戦時には赤軍のモスクワ軍管区司令官や農業人民委員副長官などをつとめた。1925年からチミリャーゼフ農業アカデミー学長となり、またロシア連邦ゴスプランの幹部会員となった。
しかしウラジーミル・レーニンの死後にはレフ・トロツキーを支持したため、第十五回党大会中に「トロツキスト」として党を追われるはめとなった。1937年スターリンが大粛清を開始すると、第二次モスクワ裁判の一人としてNKVDに逮捕され、無法な見せしめ裁判の末に銃殺刑に処された。
ブレジネフ政権で再評価されたが、名誉回復されたのは1986年4月になってからのことであった。